# PEN center Bosne in Hercegovine
Center PEN v Bosni in Hercegovini je prostovoljno nestrankarsko, nevladno in neprofitno združenje intelektualcev, s pisatelji, uredniki, prevajalci, romanopisci, esejisti, dramatiki, scenaristi, zgodovinarji, kritiki, založniki, novinarji in drugi intelektualci Bosne in Hercegovine .  Podjetje je član mednarodnega združenja PEN International . 

## Organizacija
Največji obseg PEN centrov je namenjen mednarodnim dejavnostim. Cilji in dejavnosti centra PEN so obsežni: 
- Združevanje pisateljev, urednikov in prevajalcev;
- Organizacija javnih forumov, okroglih miz in razprav;
- Sodelovanje z drugimi umetniškimi in znanstvenimi združenji, organizacijami in društvi doma in v tujini;
- Izdajanje knjig, revij, glasila in drugih publikacij, v katerih lahko člani združenja neprofitno objavljajo svoja strokovna, znanstvena in umetniška dela in izključno za predstavitev delovnih in programskih ciljev združenja;
- Spodbujanje in razvijanje poklicnih in kolegialnih odnosov med člani centra PEN in kulturnimi strokovnjaki na splošno;
- Uresničevanje skupnih poklicnih interesov članov centra PEN;
- Zavezanost oblikovanju in izvajanju kulturne politike v skladu s cilji centra PEN;
- Druge dejavnosti, potrebne za dosego ciljev centra PEN; [1]

### Sedež
Sedež centra PEN je v Sarajevu v Vrazovi 1. 

### Predsednik
Predsednika centra PEN Bosne in Hercegovine izvoli skupščina centra PEN. 

#### Predsedniki
- Tvrtko Kulenović, 1991 [1]
- Hanifa Kapidžič-Osmanagič, 1997 - 2001
- Hugo Vlaisavljević, 2006–2009 [3]
- Zvonimir Radeljković . [2]
- Trenutno vodi PEN center Asmir Kujović.

### Skupščina
Skupščina je najvišji organ upravljanja centra PEN in jo sestavljajo vsi člani centra. Skupščina med drugimi funkcijami imenuje in razrešuje predsednika združenja, izvoli nove člane, izvoli člane častnega sodišča in na predlog upravnega odbora izvoli častne člane.  Sklic skupščine se po potrebi skliče vsaj enkrat letno.